# Cirey-sur-Vezouze
Cirey-sur-Vezouze é uma comuna francesa na região administrativa do Grande Leste, no departamento de Meurthe-et-Moselle. Estende-se por uma área de 16.39 km², e possui 1.627 habitantes, segundo o censo de 2018, com uma densidade de 99 hab/km².